# 法雄
法 雄（ほう ゆう、生没年不詳）は、後漢の官僚。字は文彊。本貫は扶風郿県。

## 略歴
法氏は斉の襄王田法章の後裔とされ、秦が斉を滅ぼした後、子孫が田姓を称さず、法を氏としたものである。前漢の宣帝のときに法氏は三輔へ移住し、代々太守を輩出した。法雄ははじめ扶風郡に仕えて功曹をつとめた。太傅の張禹の府に召し出され、高第に挙げられ、平氏県長に任じられた。政事を得意とし、犯罪の摘発を好み、反乱を抑止した。南陽太守の鮑得がその治績を上書して、法雄は宛陵県令に転任した。
109年（永初3年）、海賊の張伯路が将軍を自称し、赤巾絳衣を着た3000人あまりを率いて沿海の9郡を襲撃し、太守や県令らを殺害した。侍御史の龐雄が州郡の兵を率いてこれを討ち、張伯路らはひとたび降伏したが、まもなく再び反乱した。110年（永初4年）、張伯路は平原郡の劉文河ら300人あまりと合流して使者と称した。厭次城を攻撃して長吏を殺害し、高唐県に転進して官寺を焼いた。反乱軍は行く先々で囚人たちを解放した。反乱軍の渠帥たちはみな将軍を称して、張伯路に臣礼を取った。御史中丞の王宗が持節として幽州と冀州の諸郡の兵を動員し、数万人を集めた。法雄は青州刺史となり、王宗とともに張伯路の反乱軍を討った。王宗と法雄は反乱軍と連戦してこれを敗走させた。王宗は反乱軍を追撃しようとしたが、法雄は反乱軍に海上に逃れられては厄介なことになると反論した。そこで王宗と法雄は戦闘を停止して、誘降や調略によって反乱軍を弱体化させていった。111年（永初5年）春、食糧の不足した反乱軍が東萊郡を彷徨っていたところ、法雄の率いる郡兵がこれを撃破した。反乱軍は遼東郡に逃れ、当地で李久らに斬られて平定された。
法雄は青州にあること4年、南郡太守に転じた。刑罰を減らし、戸口を増加させた。雲夢沢で虎狼の害が多く、前太守が捕縛を試みたが、かえって被害者を増やしていた。法雄は人と獣の棲み分けを進めて、被害を減らした。元初年間、在官のまま死去した。
子に法真があった。蜀漢の法正は曾孫にあたる。

## 伝記資料
- 『後漢書』巻38 列伝第28